# Dorota Siudek
Dorota Siudek geb. Zagórska (* 9. September 1975 in Kraków) ist eine ehemalige polnische Eiskunstläuferin, die im Paarlauf startete.
Dorota Siudek begann im Alter von fünf Jahren mit dem Eiskunstlaufen und fing zunächst als Einzelläuferin an, wechselte dann aber zum Paarlauf und trat 1994 erstmals international an, damals mit Partner Janusz Komendera.
Nach Saisonende 1994 bis zu ihrem Karriereende war ihr Partner Mariusz Siudek. Das Paar startete für Unia Dwory SSA Oświęcim. Gemeinsam wurden sie neunmal polnische Meister im Paarlauf. Zusammen bestritten sie im Zeitraum von 1995 bis 2007, mit Ausnahme der Europameisterschaft 2005, alle Welt- und Europameisterschaften. Bei Europameisterschaften erreichten sie viermal das Podium. 2004 und 2007 gewannen sie die Bronzemedaille und 1999 und 2000 wurden sie Vize-Europameister hinter den Russen Marija Petrowa und Alexei Tichonow. Ihre einzige Medaille bei Weltmeisterschaften errangen Zagórska und Siudek 1999 in Helsinki mit Bronze hinter den Russen Jelena Bereschnaja und Anton Sicharulidse sowie den Chinesen Shen Xue und Zhao Hongbo. Sie bestritten drei Olympische Spiele. 1998 in Nagano belegten sie den zehnten Platz, 2002 in Salt Lake City den siebten Platz und 2006 in Turin wurden sie Neunte. Nach ihren letzten Olympischen Spielen wollten sie eigentlich ihre Karriere beenden, machten aber weiter, als sie erfuhren, dass die Europameisterschaft 2007 in Warschau stattfinden sollte. Ihr letztes gemeinsames Turnier war die Weltmeisterschaft 2007. Dort mussten sie aufgrund einer Verletzung von Siudek aufgeben.
Zagórska und Siudek sind das einzige polnische Eiskunstlaufpaar, das eine Medaille bei Welt- und Europameisterschaften gewinnen konnte.
Dorota Zagórska heiratete Mariusz Siudek im Jahr 2000. 2009 kam ihr gemeinsamer Sohn zur Welt. Die Siudeks arbeiten heute als Trainer in Toruń. Sie betreuen momentan das britische Eiskunstlaufpaar Stacey Kemp und David King.

## Ergebnisse

### Paarlauf
(wenn nicht anders angegeben, mit Mariusz Siudek)

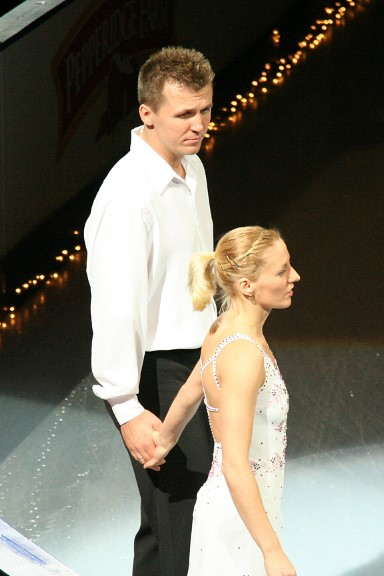
Zagórska und Siudek bei Skate America 2006

| Wettbewerb / Jahr       | 1994 | 1995 | 1996 | 1997 | 1998 | 1999 | 2000 | 2001 | 2002 | 2003 | 2004 | 2005 | 2006 | 2007 |
| ----------------------- | ---- | ---- | ---- | ---- | ---- | ---- | ---- | ---- | ---- | ---- | ---- | ---- | ---- | ---- |
| Olympische Winterspiele |      |      |      |      | 10.  |      |      |      | 7.   |      |      |      | 9.   |      |
| Weltmeisterschaften     |      | 16.  | 13.  | 8.   | 5.   | 3.   | 5.   | 6.   | 6.   | 7.   | 6.   | 7.   | 9.   | Z    |
| Europameisterschaften   | 18.* | 9.   | 6.   | 7.   | 4.   | 2.   | 2.   | Z    | 4.   | 4.   | 3.   |      | 5.   | 3.   |

Z = Zurückgezogen, * mit Janusz Komendera